# Adrien Mattenet
Adrien Mattenet (* 15. Oktober 1987 in Eaubonne) ist ein französischer Tischtennisspieler. Er nahm 2012 an den Olympischen Spielen teil.

## Werdegang
Adrien Mattenet begann als 7-Jähriger mit dem Tischtennisspielen. Er begann seine Karriere beim Verein Beauchamp CTT, von 2009 bis 2013 spielte er beim AS Pontoise-Cergy TT, danach wurde er vom SV Plüderhausen verpflichtet. 2014 wechselte er zum 1. FC Saarbrücken, 2016 zum französischen Zweitligisten PPC Villeneuve. Erstmals machte er 2005 international auf sich aufmerksam, als er in Ostrava mit der französischen Mannschaft die Jugend-Europameisterschaft gewann. Von 2007 bis heute (2016) nahm er an acht von zehn Weltmeisterschaften teil (ausgenommen 2012 und 2016), kam dabei jedoch nie in die Nähe von Medaillenrängen. In ITTF-Pro-Tour-Turnieren gelang ihm 2008 und 2009 der Einzug in die Grand Finals, wo er jeweils im Doppel mit seinem Landsmann Emmanuel Lebesson das Halbfinale erreichte. Bei den Europameisterschaften 2010 und 2011 kam er im Einzel bis ins Viertelfinale, genau wie beim World-Cup-Turnier 2011. Beim europäischen Ranglistenturnier TOP12 belegte er 2012 Platz fünf.
In der Weltrangliste rückte er im Oktober 2010 auf Platz 50 vor, womit er erstmals bestplatzierter französischer Spieler wurde und dies bis Dezember 2014 (als er von Simon Gauzy überholt wurde) blieb. Ende 2011 kam er auf Platz 19, was gleichzeitig eine persönliche Bestmarke und die beste Platzierung eines französischen Spielers seit mehr als zehn Jahren bedeutete.
2012 qualifizierte sich Adrien Mattenet für die Olympischen Spiele. Hier unterlag er im Auftakteinzel dem Österreicher Chen Weixing.
Bei den Europaspielen 2015 gewann er mit der französischen Mannschaft die Silbermedaille. Außerdem holte er erstmals Gold bei der französischen Tischtennis-Meisterschaft, wurde bei der Europameisterschaft wegen Differenzen mit dem französischen Verband jedoch nicht eingesetzt. Mattenet wurde seitdem nicht mehr für internationale Turniere nominiert und wird daher auch nicht mehr in den internationalen Ranglisten geführt.

## Vereine
- 2009–2013: AS Pontoise-Cergy TT
- 2013–2014: SV Plüderhausen
- 2014–2016: 1. FC Saarbrücken
- ab 2016: PPC Villeneuve

## Privat
Adrien Mattenet studiert in Paris Informatik. Seine Schwester Audrey ist auch Nationalspielerin.

## Turnierergebnisse
| Verband | Veranstaltung                         | Jahr | Ort            | Land | Einzel        | Doppel        | Mixed        | Team |
| ------- | ------------------------------------- | ---- | -------------- | ---- | ------------- | ------------- | ------------ | ---- |
| FRA     | Europameisterschaft                   | 2012 | Herning        | DEN  | letzte 32     | letzte 32     |              |      |
| FRA     | Europameisterschaft                   | 2011 | Gdańsk-Sopot   | POL  | Viertelfinale |               |              |      |
| FRA     | Europameisterschaft                   | 2010 | Ostrava        | CZE  | Viertelfinale | Viertelfinale |              |      |
| FRA     | Jugend-Europameisterschaft (Junioren) | 2005 | Ostrava        | CZE  |               |               |              | 1    |
| FRA     | EURO-TOP12                            | 2012 | Villeurbanne   | FRA  | 5. Platz      |               |              |      |
| FRA     | Mittelmeer-Spiele                     | 2009 | Pescara        | ITA  |               |               |              | 1    |
| FRA     | Olympische Spiele                     | 2012 | London         | ENG  | letzte 32     |               |              |      |
| FRA     | Pro Tour                              | 2013 | Spala          | POL  | letzte 32     |               |              |      |
| FRA     | Pro Tour                              | 2013 | Yokohama       | JPN  | letzte 32     | letzte 16     |              |      |
| FRA     | Pro Tour                              | 2013 | Changchun      | CHN  | letzte 32     | Viertelfinale |              |      |
| FRA     | Pro Tour                              | 2013 | Incheon City   | KOR  | letzte 16     | Halbfinale    |              |      |
| FRA     | Pro Tour                              | 2013 | Doha           | QAT  | letzte 16     |               |              |      |
| FRA     | Pro Tour                              | 2013 | Wels           | AUT  | letzte 32     |               |              |      |
| FRA     | Pro Tour                              | 2012 | Bremen         | GER  | letzte 64     |               |              |      |
| FRA     | Pro Tour                              | 2012 | Kobe           | JPN  | letzte 16     |               |              |      |
| FRA     | Pro Tour                              | 2011 | Suzhou         | CHN  | letzte 32     | letzte 16     |              |      |
| FRA     | Pro Tour                              | 2011 | Dubai          | UAE  | letzte 32     | Viertelfinale |              |      |
| FRA     | Pro Tour                              | 2011 | Sheffield      | ENG  | letzte 16     | letzte 16     |              |      |
| FRA     | Pro Tour                              | 2011 | Velenje        | SLO  | letzte 16     | Silber        |              |      |
| FRA     | Pro Tour                              | 2010 | Warschau       | POL  | letzte 32     | Viertelfinale |              |      |
| FRA     | Pro Tour                              | 2010 | Budaörs        | HUN  | Viertelfinale |               |              |      |
| FRA     | Pro Tour                              | 2010 | Rabat          | MAR  | Halbfinale    |               |              |      |
| FRA     | Pro Tour                              | 2010 | Kairo          | EGY  | Viertelfinale |               |              |      |
| FRA     | Pro Tour                              | 2010 | Kuwait City    | KUW  | letzte 32     | Viertelfinale |              |      |
| FRA     | Pro Tour                              | 2010 | Doha           | QAT  | letzte 64     | letzte 16     |              |      |
| FRA     | Pro Tour                              | 2010 | Velenje        | SVN  | letzte 64     | letzte 16     |              |      |
| FRA     | Pro Tour                              | 2009 | Warschau       | POL  |               | letzte 16     |              |      |
| FRA     | Pro Tour                              | 2009 | Sheffield      | ENG  | letzte 64     | Halbfinale    |              |      |
| FRA     | Pro Tour                              | 2009 | Seoul          | KOR  | letzte 64     | letzte 16     |              |      |
| FRA     | Pro Tour                              | 2009 | Bremen         | GER  | letzte 16     | Viertelfinale |              |      |
| FRA     | Pro Tour                              | 2009 | Frederikshavn  | DEN  | letzte 16     |               |              |      |
| FRA     | Pro Tour                              | 2009 | Frederikshavn  | DEN  |               | letzte 16     |              |      |
| FRA     | Pro Tour                              | 2009 | Velenje        | SVN  | letzte 32     | Viertelfinale |              |      |
| FRA     | Pro Tour                              | 2008 | Berlin         | GER  | letzte 32     |               |              | 9    |
| FRA     | Pro Tour                              | 2008 | Salzburg       | AUT  | letzte 16     |               |              | 9    |
| FRA     | Pro Tour                              | 2008 | Minsk          | BLR  | letzte 32     |               |              | 5    |
| FRA     | Pro Tour                              | 2008 | Santiago       | CHI  | letzte 16     | Viertelfinale |              |      |
| FRA     | Pro Tour                              | 2008 | Belo Horizonte | BRA  | letzte 32     | Viertelfinale |              |      |
| FRA     | Pro Tour                              | 2007 | Stockholm      | SWE  |               | letzte 16     |              |      |
| FRA     | Pro Tour                              | 2007 | Shenzhen       | CHN  | letzte 64     | Viertelfinale |              |      |
| FRA     | Pro Tour                              | 2007 | Santiago       | CHI  | letzte 64     | letzte 16     |              |      |
| FRA     | Pro Tour                              | 2007 | Belo Horizonte | BRA  | letzte 32     | letzte 16     |              |      |
| FRA     | Pro Tour                              | 2007 | Belo Horizonte | BRA  | letzte 32     | letzte 16     |              |      |
| FRA     | Pro Tour                              | 2006 | Warschau       | POL  | letzte 64     |               |              |      |
| FRA     | Pro Tour Grand Finals                 | 2009 | Macau          | MAC  |               | Halbfinale    |              |      |
| FRA     | Pro Tour Grand Finals                 | 2008 | Macao          | MAC  |               | Halbfinale    |              |      |
| FRA     | Weltmeisterschaft                     | 2013 | Paris          | FRA  | letzte 64     | letzte 32     | letzte 32    |      |
| FRA     | Weltmeisterschaft                     | 2011 | Rotterdam      | NED  | letzte 16     | letzte 32     |              |      |
| FRA     | Weltmeisterschaft                     | 2010 | Moskau         | RUS  |               |               |              | 19   |
| FRA     | Weltmeisterschaft                     | 2009 | Yokohama       | JPN  | letzte 32     | letzte 32     | letzte 128   |      |
| FRA     | Weltmeisterschaft                     | 2008 | Guangzhou      | CHN  |               |               |              | 22   |
| FRA     | Weltmeisterschaft                     | 2007 | Zagreb         | HRV  | Qual          | letzte 32     | keine Teiln. |      |
| FRA     | World Cup                             | 2012 | Liverpool      | ENG  | 9.–12. Platz  |               |              |      |
| FRA     | World Cup                             | 2011 | Paris          | FRA  | 5.–8. Platz   |               |              |      |
| FRA     | Jugend-Weltmeisterschaft              | 2005 | Linz           | AUT  | letzte 16     |               |              |      |